# Chrustalnoje (Kaliningrad)
Chrustalnoje (russisch Хрустальное, deutsch Klein Krauleiden, 1938 bis 1945 Kleinheidenstein, litauisch Mažieji Krauleidžiai) ist ein Ort in der russischen Oblast Kaliningrad und gehört zur kommunalen Selbstverwaltungseinheit Stadtkreis Slawsk im Rajon Slawsk.
Der Ort Chrustalnoje befindet sich heute allerdings im Bereich der Ortsstellen Klein Prudimmen/Kleinerlenrode und Matzgirren/Kurrenberg. Zu Chrustalnoje gehört auch das ehemalige Jagdhaus Pait. Die Ortsstelle Klein Krauleiden/Kleinheidenstein ist verlassen.

## Geographische Lage
Chrustalnoje liegt 13 Kilometer südwestlich von Jasnoje (Kaukehmen, 1938 bis 1946 Kuckerneese) und ist über eine Nebenstraße, die von der Straße Malyje Bereschki (Neu Lappienen, 1938 bis 1946 Rautersdorf)–Prochladnoje (Kallningken, 1938 bis 1946 Herdenau) in Richtung Pritschaly (Inse) abzweigt,  zu erreichen. Eine Bahnanbindung besteht nicht.

## Geschichte
Das vor 1785 Schmaulen genannte kleine Dorf bestand vor 1945 aus mehreren kleinen Höfen. Zwischen 1874 und 1945 war der Ort in den Amtsbezirk Lappienen eingegliedert, der ab 1939 „Amtsbezirk Rautersdorf“ hieß und zum Kreis Niederung (ab 1939 „Kreis Elchniederung“) im Regierungsbezirk Gumbinnen der preußischen Provinz Ostpreußen gehörte. In Klein Krauleiden lebten im Jahre 1910 112 Einwohner. Ihre Zahl verringerte sich bis 1925 auf 73, betrug 1933 noch 65 und belief sich 1939 auf 62. Am 3. Juni – amtlich bestätigt am 16. Juli – des Jahres 1938 wurde Klein Krauleiden in „Kleinheidenstein“ umbenannt.
Im Jahre 1945 kam Klein Krauleiden bzw. Kleinheidenstein innerhalb des nördlichen Ostpreußen zur Sowjetunion. Im Jahr 1950 erhielt der Ort die russische Bezeichnung „Chrustalnoje“ und wurde gleichzeitig in den Dorfsowjet Saliwinski selski Sowet im Rajon Slawsk eingeordnet. Später gelangte der Ort in den Prochladnenski selski Sowet. Von 2008 bis 2015 gehörte Chrustalnoje zur Landgemeinde Jasnowskoje selskoje posselenije und seither zum Stadtkreis Slawsk.

## Kirche
Aufgrund der Zugehörigkeit der Mehrheit der Bevölkerung zur evangelischen Konfession war Klein Krauleiden resp. Kleinheidenstein vor 1945 in das Kirchspiel der Kirche Lappienen mit Sitz in Alt Lappienen (1938 bis 1946 Rauterskirch, heute russisch:Bolschije Bereschki) eingepfarrt. Sie gehörte zum Kirchenkreis Niederung (Elchneiderung) innerhalb der Kirchenprovinz Ostpreußen der Kirche der Altpreußischen Union. Heute liegt Chrustalnoje im Einzugsbereich der neu entstandenen evangelisch-lutherischen Kirchengemeinde in Slawsk (Heinrichswalde) innerhalb der Propstei Kaliningrad (Königsberg) der Evangelisch-lutherischen Kirche Europäisches Russland.